# 气球上的五星期
《气球上的五星期》（法語：Cinq Semaines en ballon）是法国小说家儒勒·凡尔纳于1863年创作的长篇小说。

## 创作背景
小说最初以十八开本（in-18）发表于1863年1月31日，副标题为“三个英国人在非洲的冒险旅程”。1865年12月5日发表了正式的八开本。
此书是在凡尔纳的《英格兰与苏格兰之旅》被拒后首部由皮埃尔-儒勒·赫泽尔编辑的作品。凡尔纳在此书中混合了其后续作品中的诸多元素，例如一波三折的冒险过程、新奇的技术描绘以及充满异域风情的地理状况与历史风情。尽管彼时欧洲人尚未对非洲有完全了解，但凡尔纳仍在小说中较为准确的概括了对这片大陆的探险旅程。

## 出版过程
在拒绝《英格兰与苏格兰之旅》后，赫泽尔要求凡尔纳写一部真正的长篇小说，而不是旅行游记。不久后凡尔纳向他展示了新创作的《空中旅行》（法語：Voyage en l'air），赫泽尔十分喜欢这部作品。小说由黑策尔发行，同时也在德国莱比锡发行。赫泽尔为其付印了两个版本，每个版本皆为1000册。故事最早收录在《赫泽尔合集》（法語：collection Hetzel），而后又收录至《教育与娱乐杂志》（法語：Bibliothèque d’Éducation et de Récréation）。
关于小说的出版日期有多个不同说法。根据赫泽尔于1905年凡尔纳逝世后列出的目录，此书的出版日期为1863年1月31日。不过，1963年1月15日的《费加罗报》告诉其读者此书将在当天出版，这个说法得到了1月17号《法国图书杂志》的证实。1月22日，《费加罗报》发布新闻称此小说已经出版。因此，小说很可能是出版于1963年1月15日——这天也是出版者赫泽尔的49岁生日——随后于22日发行。
在1892年的第62版之前，小说都没有插画。而后版本的五幅插画由爱德华·里欧和亨利·德·蒙托创作，包含一幅封面和四幅内页插画。至阿歇特图书集团于1914年收购赫泽尔出版社时，该小说已印刷83版，仅次于《八十天环游地球》的151版。
该小说的手稿已遗失，仅剩两个残篇。

## 主要人物
- 塞缪尔·弗格森博士，博学且富裕的英国人，同时也是旅行家和探险家。
- 约瑟夫·威尔逊，昵称为乔，是弗格森博士的仆人，性格机智且忠诚。
- 理查德·(迪克)·肯尼迪，英勇的猎人，最初试图阻止弗格森博士看似疯狂的气球旅行计划。

## 故事情节

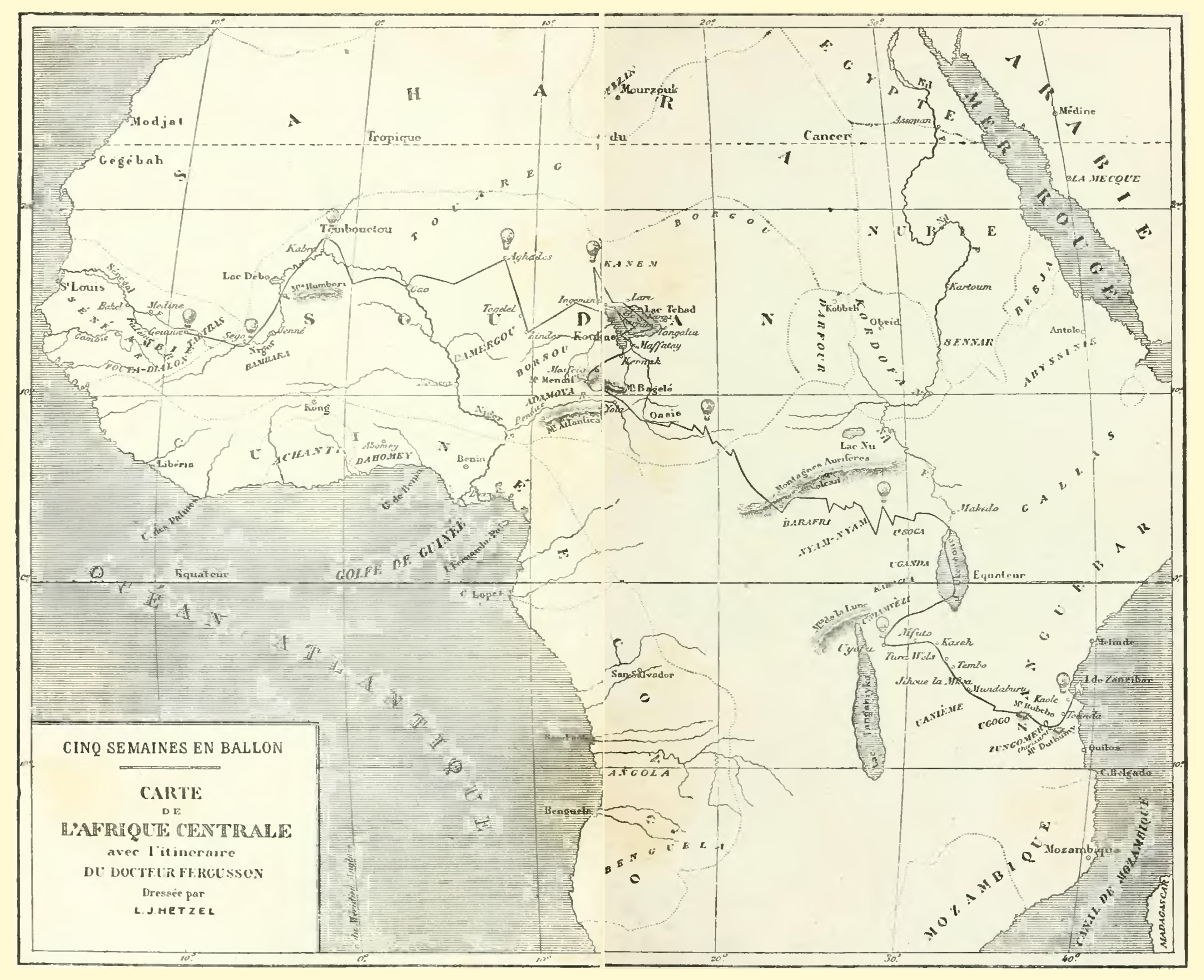
气球的飞行路线

博学的探险家塞缪尔·弗格森博士与他的仆人乔、职业猎人朋友理查德·肯尼迪决定，一同乘坐氢气球维多利亚号探索非洲大陆。探险路线由桑给巴尔群岛起始，直至不为人知的尼罗河源头，路途中遇到了诸多困难与危险。弗格森博士为气球设计了易于控制的机制，使其可以稳定保持在特定高度，并以自动方式飞行足够长的路程。旅程描写参考了理查德·弗朗西斯·伯顿和约翰·汉宁·斯皮克在东非、海因里希·巴尔特在撒哈拉沙漠和乍得湖的探险记录。
旅程从印度洋沿岸的桑给巴尔群岛开始，众人乘坐气球略过维多利亚湖、乍得湖、阿加德茲、通布图、杰内、塞古，一直到大西洋沿岸的法属殖民地圣路易（如今属于塞内加尔）。

## 电影改编
1961年，美国电影导演納森·朱蘭决定以凡尔纳的这篇小说为蓝本拍摄《丢失气球之旅》。然而就在拍摄进行时，另一位美国导演欧文·艾伦也发布了相同的电影改编计划。在艾伦以及20世纪福克斯的压力之下，朱蘭决定取消电影中一切源自凡尔纳小说中的元素，仅保留气球的名字维多利亚号。1962年，朱蘭的电影上映后不久，欧文·艾伦对原著自由改编的《气球上的五星期》也上映了。罗马尼亚导演奥林普·瓦拉斯蒂亚努（羅馬尼亞語：Olimp Varasteanu）改编的电影《气球上的五星期》（羅馬尼亞語：Cinci saptamîni în balon）于1966年上映。墨西哥导演小勒内·卡多纳改编的《热气球之旅》（西班牙語：Viaje fantástico en globo）于1975年上映。

### 脚注
1. 1 2  Dehs, Volker. . Bulletin de la Société Jules-Verne (儒勒·凡尔纳协会). 2013-4, (183): 4.
2. ↑  Riva, Piero Gondolo della.  1. 儒勒·凡尔纳协会. 1977: 6–7.
3. ↑  Volker Dehs, Quand Jules Verne rencontre Hetzel, Revue Jules Verne n°37, 2013
4. ↑  Feuilleton du journal général de l'imprimerie et de la librairie n°23, 6 juin 1863, p.388
5. ↑  Volker Dehs, ibid, p.7
6. ↑  Dehs, p.12
7. ↑  . IMDb.   [2023-02-01]. （原始内容存档于2023-02-01）.
8. ↑  . IMDb.   [2023-02-01]. （原始内容存档于2023-02-01）.
9. ↑  . IMDB.   [2023-02-01]. （原始内容存档于2023-02-01）.
10. ↑  . IMDb.   [2023-02-01]. （原始内容存档于2023-02-01）.

### 书目
- Marie Thébaud-Sorger. L'aérostat au service de l'espace-temps de Jules Verne dans son premier roman, Cinq Semaines en ballon. Revue Jules Verne 25, La Science en drame, Centre international Jules Verne 2007, p. 51-58.
- Olivier Dumas, Observations nouvelles sur le rare premier cartonnage de Cinq Semaines en ballon, Bulletin de la Société Jules Verne no 172, 2009, p. 49-56.
- Les Bulletins de la Société Jules Verne no 183 (2013-8) et 184 (2013-12) sont entièrement consacrés à l'étude du roman.